# SQL Phrase Index
Sphinx ist eine Volltextsuchmaschine, die unter der GNU General Public License (GPL, Version 2) veröffentlicht wird. Es gibt allerdings auch eine kommerzielle Version für eingebettete Systeme. Seine Hauptvorteile spielt Sphinx bei der Implementierung von eigenen Such-Engines für Programme oder Webapplikationen aus, die große Datenmengen in kurzer Zeit verarbeiten müssen.
Es handelt sich prinzipiell um eine eigenständige Engine, die allerdings konzipiert wurde um speziell mit SQL-basierten Datenbanken und Scriptsprachen zusammenzuarbeiten.
Aktuell werden als Datenbanksysteme MySQL und PostgreSQL unterstützt. Es gibt aber auch die Möglichkeit via Pipe mittels eines benutzerdefinierten XML-Formats die Daten zu speichern.
Außerdem wurde das Treibermodell offen gestaltet, so dass weitere Datenbankanbindungen einfach realisiert werden können.
Nativ werden PHP, Python, Perl und Ruby als Skriptsprache unterstützt. Für Programmiersprachen die keine Sphinx-API besitzen und bei Fällen, in denen man die Suche unbedingt über MySQL durchführen möchte, eignet sich SphinxSE. SphinxSE ist eine Storage Engine, die als MySQL-Plug-in implementiert wurde und als Such-Backend Sphinx benutzt. Dadurch ergibt sich außerdem der Vorteil, dass die Suchergebnisse weiter mit MySQL bearbeitet werden können.